# Gennadi Joesjkov
Gennadi Anatoljevitsj Joesjkov (Russisch: Геннадий Анатольевич Юшков; Krasnaja, 14 maart 1932 –   Syktyvkar, 20 mei 2009) was een Komi schrijver en dichter. 

## Biografie
Joesjkov werd in 1932 geboren in het dorp Krasnaja, in de deelrepubliek Komi, Rusland. In 1958 studeerde hij af aan het literatuurinstituut Maksim Gorki. Hij werkte voor het Komi literaire magazine Voivyv kodzjoev (Noorderster). Tussen 1978 en 1992 was hij voorzitter van de raad van Komi schrijvers. Joesjkov heeft in Syktyvkar gewoond en is aldaar in 2009 overleden. 

## Werk
Joesjkoev heeft in het Komi gedichten, romans en toneelstukken geschreven. Zijn eerste gedicht verscheen in 1952 in Voivyv kodzjoev. Hieronder een overzicht van zijn werk:

##### Dichtbundels
- Medvoddzja sjorni (Eerste toespraak, 1959)
- Söstöm döröm (Schoon shirt, 1965)
- Sjölöm petas (Verzen van mijn hart, 1967)
- Kyvboerjas (Gedichten, 1973)

##### Toneelstukken
- Sjizjmöd predsjedat’el (De zevende voorzitter, 1958)
- Makar Vasjka – sjiktsa zon (Makar Vasjka – de boerenzoon, 1963)
- Kysjko tai emösj (1969)

##### Romans
- Tsoegra (1981)
- Rödvoezj pas (Kruisje, 1988)
- Biva (1999)

## Prijzen
Joesjkov heeft in zijn carrière ook prijzen gewonnen. Zo won hij de Koeratovprijs en een literatuurprijs van de Bond van Sovjetschrijvers in de Sovjet-Unie. In 1991 werd hij bekroond met de titel Komi volksschrijver.